# Domplex

Marca Domplex da Plastidom

Domplex é uma marca lançada pela Plastidom em 1967 e está associada de forma intemporal à frase Domplex é qualidade e utilidade.

## Âmbito
Domplex é uma marca internacional, particularmente conhecida em Portugal e Espanha, nas seguintes áreas:
- paletes e contentores-palete em plástico, bem como embalagens em plástico para sectores da indústria e agricultura
- artigos em plástico para uso doméstico ou no escritório

## Eventos
- Prémio Sena da Silva, 2002[1]
- Contentor-palete Domplex com dimensões especiais, no suporte para o record atribuído à maior salada de fruta do mundo[2], entre 2004 e 2013